# Museu Arqueològic de Delos
El Museu Arqueològic de Delos (en grec: Αρχαιολογικό Μουσείο Δήλου), és un museu situat en l'illa de Delos prop de Mykonos a l'Egeu Meridional de Grècia. Es destaca per la seva àmplia col·lecció d'escultures desenterrades als voltants del lloc antic, que ha estat declarat Patrimoni de la Humanitat per la UNESCO. Encara que el museu té una col·lecció considerable, no conté tots els elements que es troben a Delos: una gran quantitat estan en exhibició a Atenes en el Museu Arqueològic Nacional.

## Història
El 1872, l'Escola Francesa d'Atenes va començar a excavar a Delos, en un projecte a gran escala, que encara està en curs en l'actualitat.
El museu va ser construït en el lloc l'any 1904 per la Societat Arqueològica d'Atenes per donar cabuda a les descobertes arqueològiques. Les seves cinc sales originals van ser ampliades en el remodelatge que es va sotmetre el 1931 i novament el 1972 a nou sales.

## Col·leccions

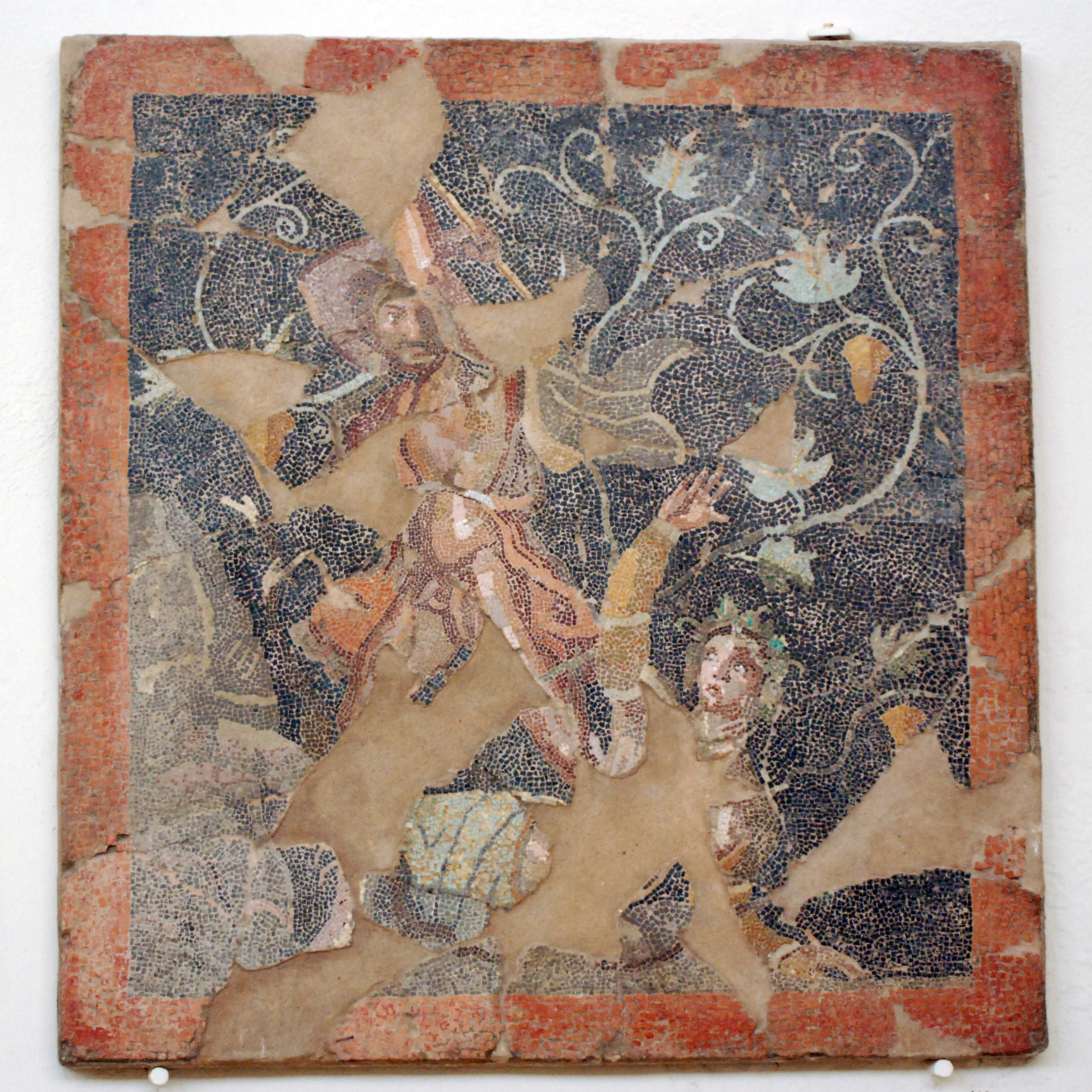
Mosaic, que representa rei Licurg de Tràcia matant Ambrosia

El museu allotja una notable col·lecció d'esteles i estàtues funeràries que van des del segle VII fins al segle I aC i que són les que formen el gruix de la col·lecció. La seva col·lecció de ceràmica antiga data del XXV al I segle aC, mentre que les figures de terrissa, joies i mosaics conservats al museu es remunta al II i I segle aC. Sis sales contenen les escultures i relleus que es van trobar a Delos, dues sales estan dedicades a la ceràmica i l'altra sala conté els elements utilitzats a la vida quotidiana a l'antiga Grècia.

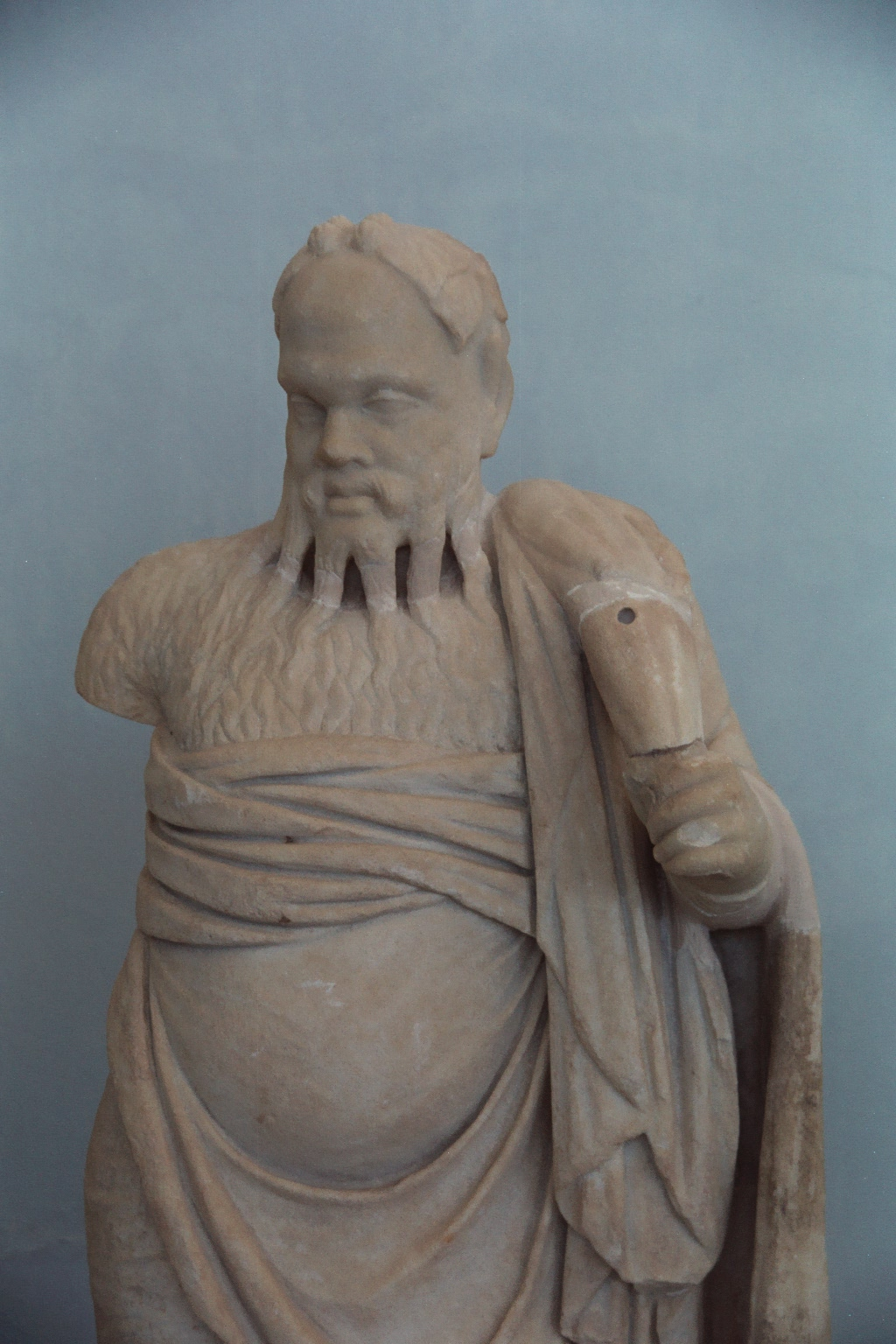
Silè

Una obra important és una placa d'ivori que data de 1400-1200 aC que representa un soldat micènic vestit amb un casc fet d'ullals de senglar, amb escut de defensa i llança. Va ser descobert a Artemísion junt amb altres objectes d'or, ivori i bronze. El museu compta amb estàtues de mabre de Dioskourides i la seva esposa Cleòpatra que van viure en l'illa de Delos. Les estàtues, van ser descobertes a la seva antiga residència, datada de 138 aC, segons la inscripció en la base indica que van ser erigides per Cleòpatra per honrar el seu marit, qui va dedicar dos trípodes de plata per al temple d'Apol·lo.
L'estàtua de marbre d'un model praxitelià que representa el déu Apol·lo es creu que es remunta al segle ii aC. Una màscara de bronze amb barba que representa el déu Dionís i que porta una corona d'heura i una garlanda va ser descoberta al mercat i es creu que data de la mateixa època que l'Apol·lo.
El museu arqueològic de Delos també mostra una escultura d'estil arcaic femenina, que es va trobar al Santuari d'Apol·lo i datada del 580 aC. L'obra representa una dona jove de peu, vestit amb un ajustat pèplum. N'hi ha també un valuós fresc del mur exterior d'una casa del barri Skardana, representant Hèracles, dos boxejadors i un jove tocant una flauta. Es creu que la inscripció que té de «Kalamodrya» és per referir-se al destacat boxejador amb aquest nom del segle I aC.